# كاليجات
الكاليجات (الاسم العلمي:Caligidae) هي فصيلة من القشريات تتبع رتبة سحاريات الفم من طائفة الجوادف.

## الأجناس
- الكاليجة